# كيم جوي هيون
كيم جوي هيون، لاعب كرة قدم كوري جنوبي.
احترف في الأرجنتين وعمان وإيران ووقع مع النادي الأهلي القطري في عام 2017.

## روابط خارجية
- كيم جوي هيون على موقع دوري كوريا الجنوبية (الإنجليزية)
- كيم جوي هيون على موقع قاعدة بيانات كرة القدم.إي يو (الإنجليزية)
- كيم جوي هيون على موقع Soccerway.com (الإنجليزية)